# Регіональна економіка
Регіональна економіка — система суспільних відносин, що історично склалася у межах областей держави і являє собою сукупність взаємопов’язаних утворень та зв’язків, які забезпечують її стійкість і цілісність на макро- й мікрорівнях.

## Основні параметри
Вивчення територіальної організації виробництва.
Аналіз економічних процесів та явищ, які пов'язані з ринковим розвитком господарства різних регіонів та їх включення у єдиний економічний простір. 

## Історичні аспекти
Регіональна економіка як наука виникла у США в 50-х роках 20-го сторіччя на межі поєднання економічної теорії та економічної географії. Засновником цієї науки вважається Волтер Айзард.

## Розвиток в СРСР
На території колишнього СРСР регіональна економіка почала розвиватися в 60-х роках як підгалузь економічної науки, яка вивчає економічний розвиток регіонів для кращого регіонального розміщення народного господарства.

## Мета
Головним завданням регіональної економіки є наукове обґрунтування раціонального розміщення підприємств народного господарства.